# Громадське телебачення: Черкаси
«Грома́дське ТБ: Черка́си» (Hromadske.cherkasy.ua) — це перший у Черкаській області журналістський проєкт, незалежний від влади, олігархів і політичних сил.
Ідея створення в Черкасах Громадського телебачення належить журналістові Олексію Хуторному. 4 березня 2014 року він написав пост у соціальній мережі facebook, у якій закликав усіх зацікавлених долучитися до роботи над проєктом.
У березні 2014 р. «Громадське ТБ: Черкаси» зареєстровано як громадську організацію.
Офіційно «Громадське телебачення: Черкаси» стартувало 15 травня 2014 р.

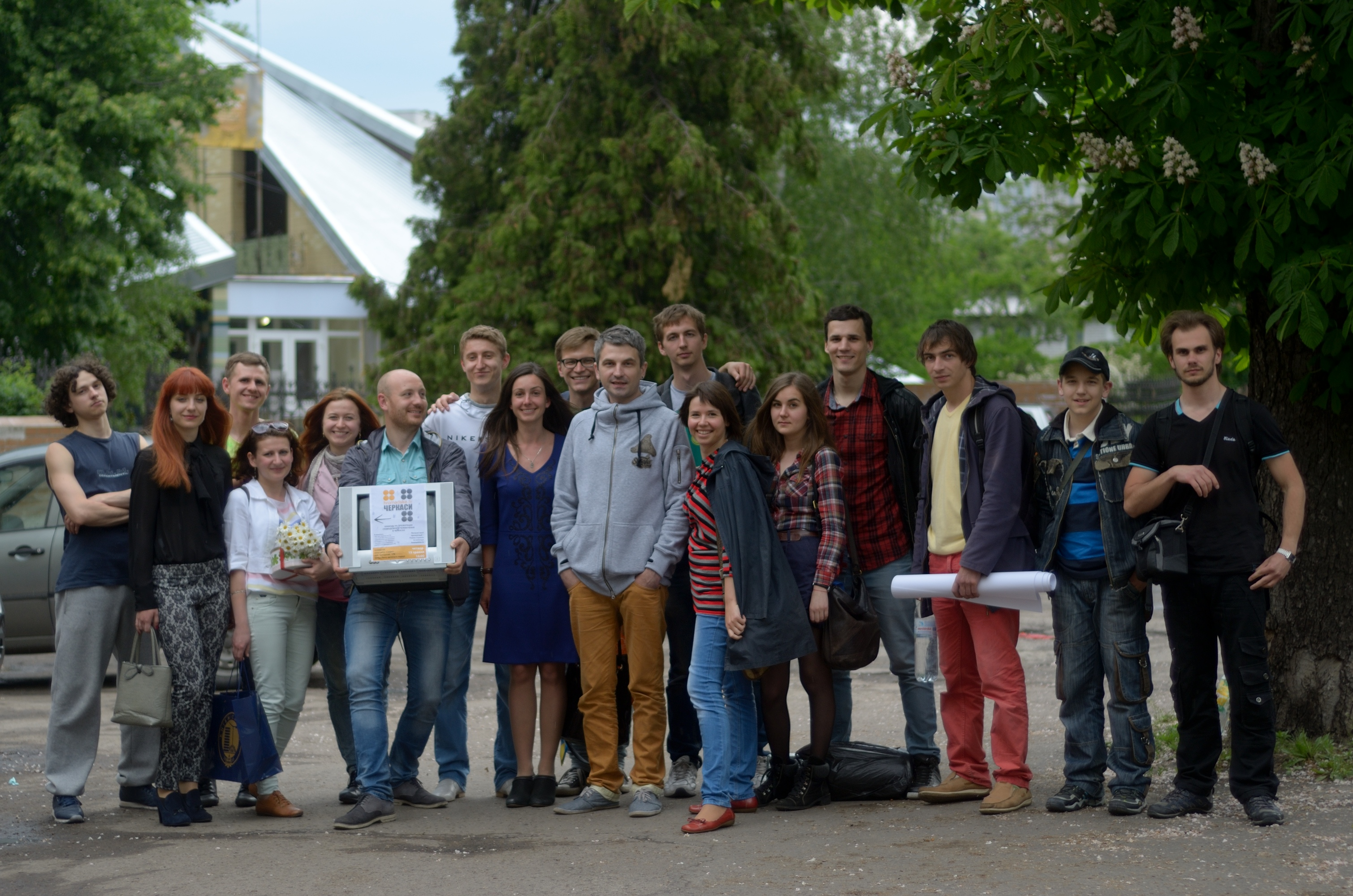
Команда «Громадського ТБ: Черкаси» презентує себе громадськості. Почесні гості презентації — голова hromadske.tv Роман Скрипін, журналіст Богдан Кутєпов, фінансовий директор hromadske.tv Соломія Боршош.
15 травня 2014 р.

## Команда журналістів
- Олекса Хуторний — працював диктором і журналістом на ТРК «ВІККА», голова ГО «Громадське ТБ: Черкаси»;
- Євген Артеменко — співзасновник та режисер творчого об'єднання «Denjozavr», працював ведучим програм на ТРК «ВІККА» та ведучим на радіостанції «101 Dalmatin», режисер і журналіст «Громадського ТБ: Черкаси»;
- Євгенія Чернова — працювала журналістом в газеті «Рідне місто Черкаси», а також журналістом і ведучою історично-туристичної програми «Пілігрим» на ТРК «Рось», журналіст на «Громадському: Черкаси»;
- Дарина Бунякіна — власний кореспондент «Радіо Свобода» у Черкаській області, працювала журналістом у місцевій газеті «Рідне місто Черкаси», журналіст та редактор «Громадського ТБ: Черкаси»;
- Андрій Чернега — співзасновник творчої групи «Про твоє»,  журналіст і оператор «Громадського ТБ: Черкаси»;
- Захар Колісніченко — працював кореспондентом і ведучим прямого ефіру на телеканалі «Антена-плюс», кореспондентом журналу «Країна» і «Газета по-українськи», журналіст на «Громадському ТБ: Черкаси».

## Фінансування
Проєкт фінансується з двох джерел:
1. Підтримка донорськими організаціями, авторитетними міжнародними структурами, які працюють в Україні та надають грантову допомогу громадським ініціативам.
2. Пожертви громадськості. Пересічні громадяни, малий і середній бізнес, які добровільно підтримують розвиток проєкту.